# Volodymyr Shepelyev
Volodymyr Shepelyev (en ucraniano: Володимир Андрійович Шепелєв; Altestove, 1 de junio de 1997) es un futbolista ucraniano que juega en la demarcación de centrocampista para el F. C. Oleksandria de la Liga Premier de Ucrania.

## Selección nacional
Tras jugar con la selección de fútbol sub-16 de Ucrania, la sub-17, la sub-18, la sub-19, la sub-20 y la sub-21, finalmente hizo su debut con la selección absoluta el 6 de junio de 2017 en un partido amistoso contra Malta que finalizó con un resultado de 1-0 a favor del combinado maltés tras el gol de Zach Muscat.

## Clubes
| Club                 | País    | Año       | Partidos | Goles |
| -------------------- | ------- | --------- | -------- | ----- |
| F. C. Dinamo de Kiev | Ucrania | 2014-2025 | 229      | 7     |
| F. C. Oleksandria    | Ucrania | 2025-     |          |       |

## Palmarés

### Campeonatos nacionales
| Título                  | Club                 | País    | Año  |
| ----------------------- | -------------------- | ------- | ---- |
| Supercopa de Ucrania    | F. C. Dinamo de Kiev | Ucrania | 2018 |
| Supercopa de Ucrania    | F. C. Dinamo de Kiev | Ucrania | 2019 |
| Copa de Ucrania         | F. C. Dinamo de Kiev | Ucrania | 2020 |
| Supercopa de Ucrania    | F. C. Dinamo de Kiev | Ucrania | 2020 |
| Liga Premier de Ucrania | F. C. Dinamo de Kiev | Ucrania | 2021 |
| Copa de Ucrania         | F. C. Dinamo de Kiev | Ucrania | 2021 |